# Kalinowo-Parcele
Kalinowo-Parcele – wieś sołecka w Polsce położona w województwie mazowieckim, w powiecie ostrowskim, w gminie Ostrów Mazowiecka.
| SIMC    | Nazwa    | Rodzaj    |
| ------- | -------- | --------- |
| 0516502 | Budziska | część wsi |

W latach 1975–1998 miejscowość administracyjnie należała do województwa ostrołęckiego.
Wierni kościoła rzymskokatolickiego należą do parafii św. Rocha w Jasienicy.